# Catedral de San Antonio de Padua (Telšiai)
La Catedral de San Antonio de Padua (en lituano: Telšių Šv. Antano Paduviečio katedra) es una catedral católica en Telšiai, una localidad del país europeo de Lituania, sede de la Diócesis de Telšiai. La historia de la iglesia se remonta a 1624 cuando Vicecanciller de Lituania Paweł Stefan Sapieha estableció un monasterio franciscano y construyó una iglesia de madera en la colina en el centro de Telšiai.  Una nueva iglesia de ladrillo más amplia fue construida entre 1762 y 1794. La torre fue construida en 1859. En 1893 el arquitecto Piotras Serbinovičius diseñó la valla y puertas del cementerio. Después de la creación de la Diócesis de Telšiai en 1926, la iglesia se convirtió en una catedral.